# Annumbi fagoteur
Anumbius annumbi
Genre
Espèce
Statut de conservation UICN

 LC  : Préoccupation mineure
L'Annumbi fagoteur (Anumbius annumbi) est une espèce de passereaux de la famille des Furnariidae. C'est la seule espèce du genre Anumbius. D'après Alan P. Peterson, c'est une espèce monotypique.

## Répartition et habitat
On la trouve en Argentine, au Brésil, au Paraguay et en Uruguay. Son habitat naturel est les prairies et les pâturages des plaines tropicales ou subtropicales humides ou inondées de façon saisonnière et les forêts anciennes fortement dégradées.